# Region Tombali
Tombali ist eine Verwaltungsregion in Guinea-Bissau mit etwa 91.000 Einwohnern. Hauptstadt dieser südlichsten Region des Landes ist Catió mit etwa 9000 Einwohnern.
Die Region gilt geographisch und zusätzlich durch die schlechte Straßenanbindung als besonders abgelegen, dadurch aber auch als besonders ursprünglich. So hat sich der Urwald hier besonders gut erhalten.
Zu nennen ist insbesondere der Naturpark Parque Natural das Florestas de Cantanhez. Mit seinen natürlich bewaldeten 1.057 km² zählt er beispielsweise für den WWF zu den 12 bedeutendsten WWF-Ökoregion auf der Erde.
Weiter im Landesinneren geht dann die Landschaft der meist wasserreichen, besonders grünen Region in Savanne über.

## Verwaltungsgliederung
Die Region Tombali ist in vier Sektoren untergliedert:
- Bedanda
- Catió
- Cacine
- Quebo

## Wirtschaft
Die wasserreiche Region ist wirtschaftlich von Fischfang und Landwirtschaft bestimmt. Insbesondere die hier weit verbreiteten Mangobäume und Ölpalmen, und die natürlich bewässerten Reisfelder stellen die wirtschaftliche Grundlage der Region dar.